# 툴루바 왕조
툴루바 왕조는 비자야나가라 제국의 세 번째 왕조이다. 이 왕조는 서툴루어 지역의 강력한 군주였던 툴루바 나라사 나야카의 부계 혈통에서 유래했다. 그의 아들 나라심하 나야카는 약한 나라심하 라야 2세를 암살하여 살루바 왕조의 통치를 종식시켰다. 나라심하 나야카는 나중에 비라 나라심하 라야로 제위에 올랐다. 왕조는 툴루바 나라사 나야카의 둘째 아들 크리슈나 데바 라야의 치세에 전성기에 이르렀다.

## 역사
티루말라 사원의 동쪽 벽에 있는 비문에는 크리슈나 데바 라야의 계보가 설명되어 있다. 툴루바 혈통의 첫 번째 조상은 팀마부파티와 그의 아내 데바키이다. 팀마부파티의 뒤를 이어 그의 아들 이쉬바라와 배우자 부캄마, 그리고 크리슈나 데바 라야 황제의 아버지인 툴루바 나라사 나야카가 뒤를 잇는다. 강력한 군벌인 툴루바 나라사 나야카는 가자파티족과 특정 무슬림 통치자들을 정복한 공로를 인정받는다.
크리슈나 데바 라야는 시인들을 후원하고 타밀어, 칸나다어, 텔루구어 등 다양한 언어로 비문을 발표한 것으로 알려져 있다. 그러나 그는 텔루구어를 사용하는 토호들의 영향으로 텔루구어를 황실 언어로 격상시켰고, 그 안에서 서사시 '아무크타말야다'를 작곡했다. 툴루바 왕조의 황제들은 확고한 비슈누파 힌두교도로서 비슈누파를 후원했다. 칸나다 드바이타 성인인 비아사티르타는 크리슈나 데바 라야의 쿨라구루였다.
툴루바 왕조의 몰락은 비자야나가라 제국의 쇠퇴를 초래했다.

## 역대 황제
| 대수 | 이름                 | 재위                               | 비고 |
| ---- | -------------------- | ---------------------------------- | ---- |
| 16   | 툴루바 나라사 나야카 | 1491년 ~ 1503년                    |      |
| 17   | 비라나라심하 라야    | 1503년 ~ 1509년 7월 26일           |      |
| 18   | 크리슈나 데바 라야   | 1509년 7월 26일 ~ 1529년 10월 17일 |      |
| 19   | 아츄타 데바 라야     | 1529년 11월 30일 ~ 1542년          |      |
| 20   | 벤카타 1세           | 1542년                             |      |
| 21   | 사다시바 라야        | 1542년 ~ 1570년                    |      |